# Ari Telch
Ari Telch (Cidade do México, 7 de maio de 1962) é um ator mexicano.

## Filmografia

### Televisão
- La candidata  (2016-2017)- Ignacio Manjarrez
- Prohibido amar (2013) - Salomón Aguilera
- Bajo el alma (2011) - Mario Quiroz
- Pasión Morena (2009) - Llamita / Flavio Sirenio
- Mientras haya vida  (2007) - Ignacio
- La otra mitad del sol  (2005) - Patricio Camacho
- Mirada de mujer: El regreso (2003) - Alejandro Salas
- El amor de mi vida (1998) - Jorge
- Mirada de mujer (1997) - Alejandro Salas
- La antorcha encendida (1996) - Luis de Foncerrada
- Imperio de cristal (1995) - Julio Lombardo
- María Mercedes (1992) - Carlos Urbina
- Muchachitas (1991) - Joaquín Barbosa
- La fuerza del amor (1990) - Marcos
- Flor y canela (1989) - Tomás García
- Dos vidas (1988) - Osvaldo "Vado" Palas
- Rosa salvaje (1987) - Jorge Andueza
- Cicatrices del alma (1986) - Samuel

### Cinema
- Demasiado amor (2002) - Carlos
- El método (1999) - Homem
- Novia que te vea (1994) - Jacobo
- Encuentro inesperado (1993)
- Moon Spell (curta-metragem, 1987)

## Prêmios e indicações

### TVyNovelas
| Ano  | Categoria                   | Telenovela         | Resultado |
| ---- | --------------------------- | ------------------ | --------- |
| 1998 | Melhor ator protagonista    | Mirada de mujer    | Indicado  |
| 1995 | Melhor ator protagonista    | Imperio de cristal | Indicado  |
| 1992 | Melhor ator co-protagonista | Muchachitas        | Indicado  |
| 1991 | Melhor ator juvenil         | La fuerza del amor | Indicado  |
| 1989 | Revelação masculina         | Dos vidas          | Venceu    |